# Japansk tall
Japansk tall (Pinus densiflora) är en tallväxtart som beskrevs av Philipp Franz von Siebold och Joseph Gerhard Zuccarini. Arten ingår i släktet tallar, och familjen tallväxter. Inga underarter finns listade i Catalogue of Life.
Arten förekommer i Japan, östra Ryssland, östra Kina (provinserna Heilongjiang, Liaoning, Shandong och Jilin) samt på Koreahalvön. Individerna växer i låglandet och i bergstrakter mellan 50 och 2300 meter över havet. Japansk tall bildar ofta skogar där nästan inga andra träd ingår. I regioner med lövskogar hittas arten på klippiga ställen eller vid myr. Trädet återhämtar sig snabb efter bränder.
Skogsbruk påverkar arten minimal. Hela populationen anses vara stabil. IUCN kategoriserar arten globalt som livskraftig.

## Bildgalleri

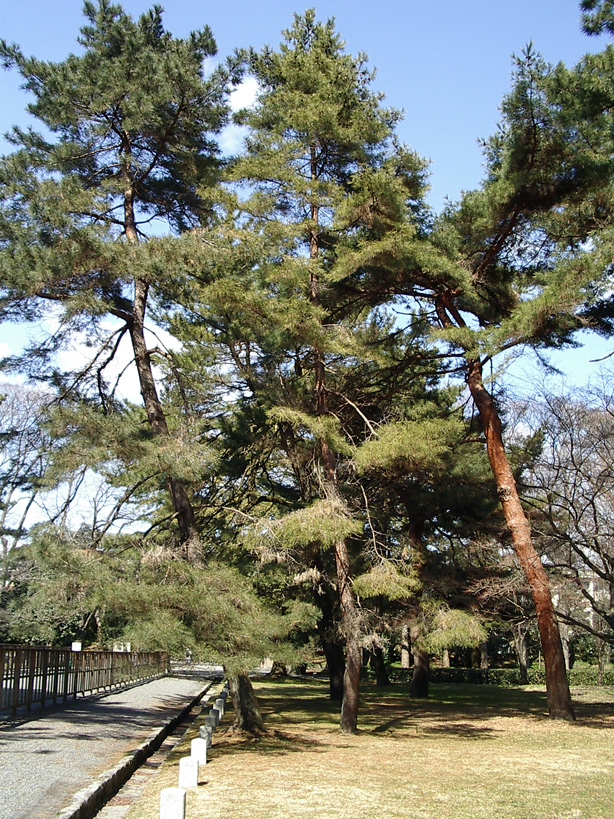
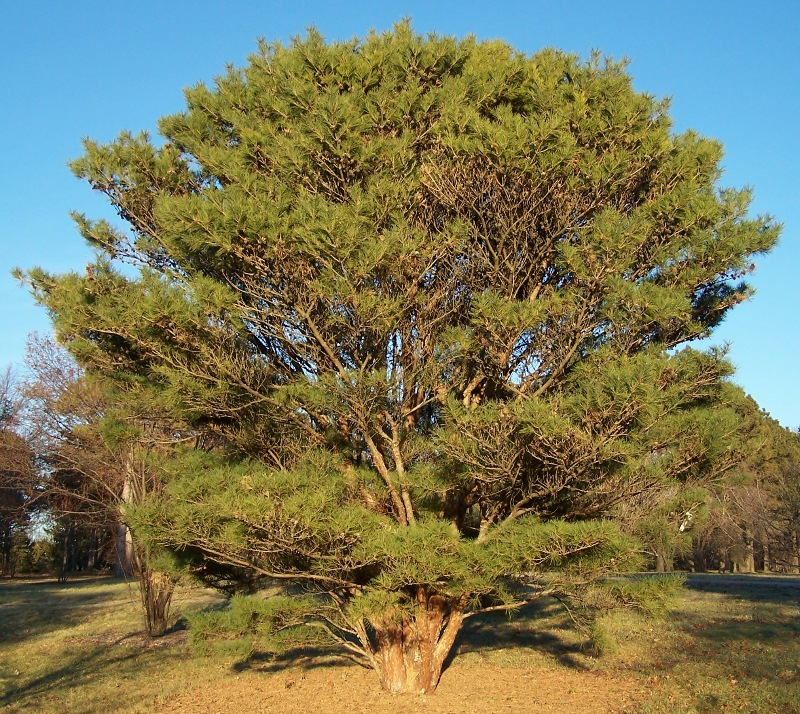
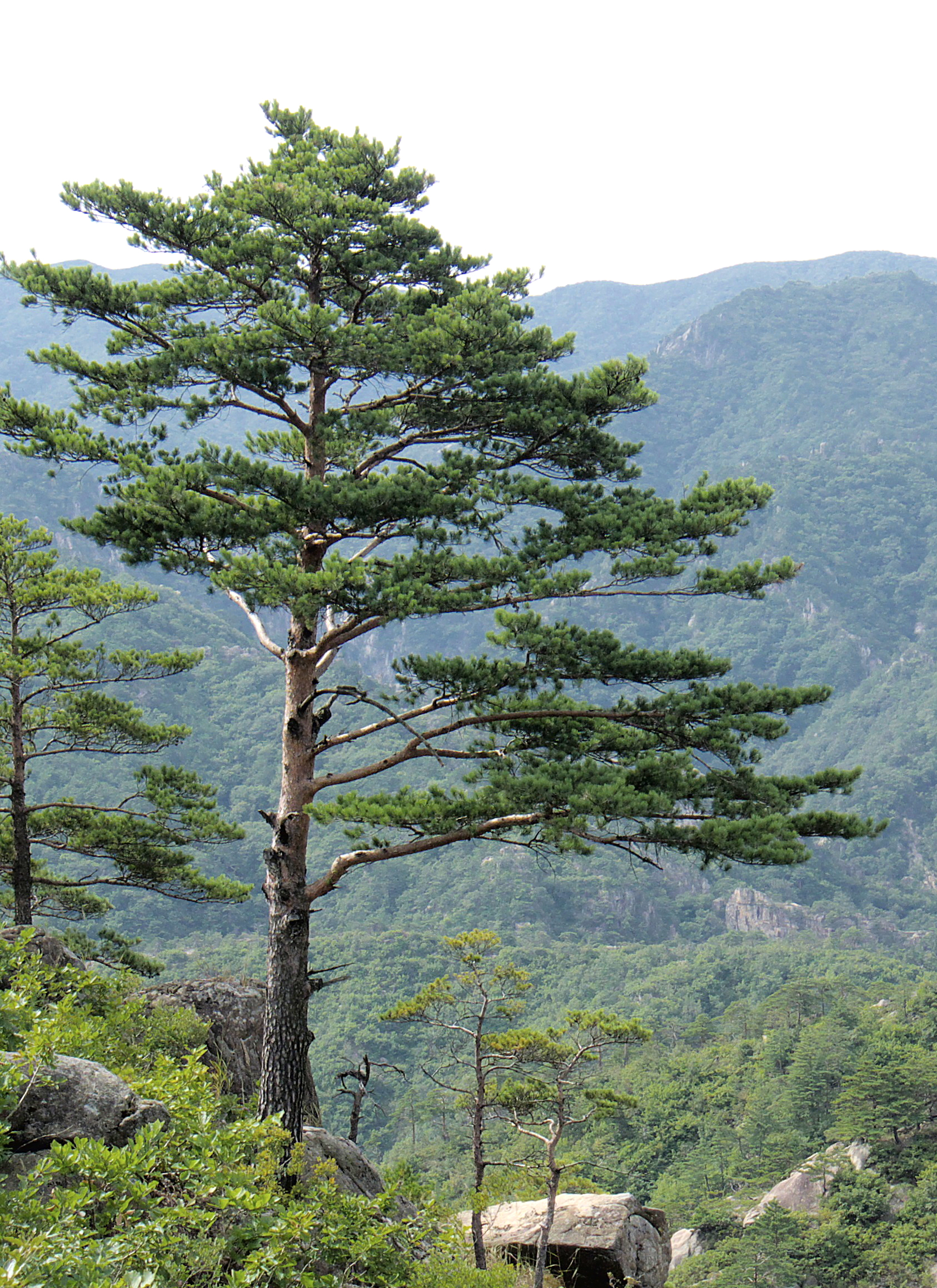
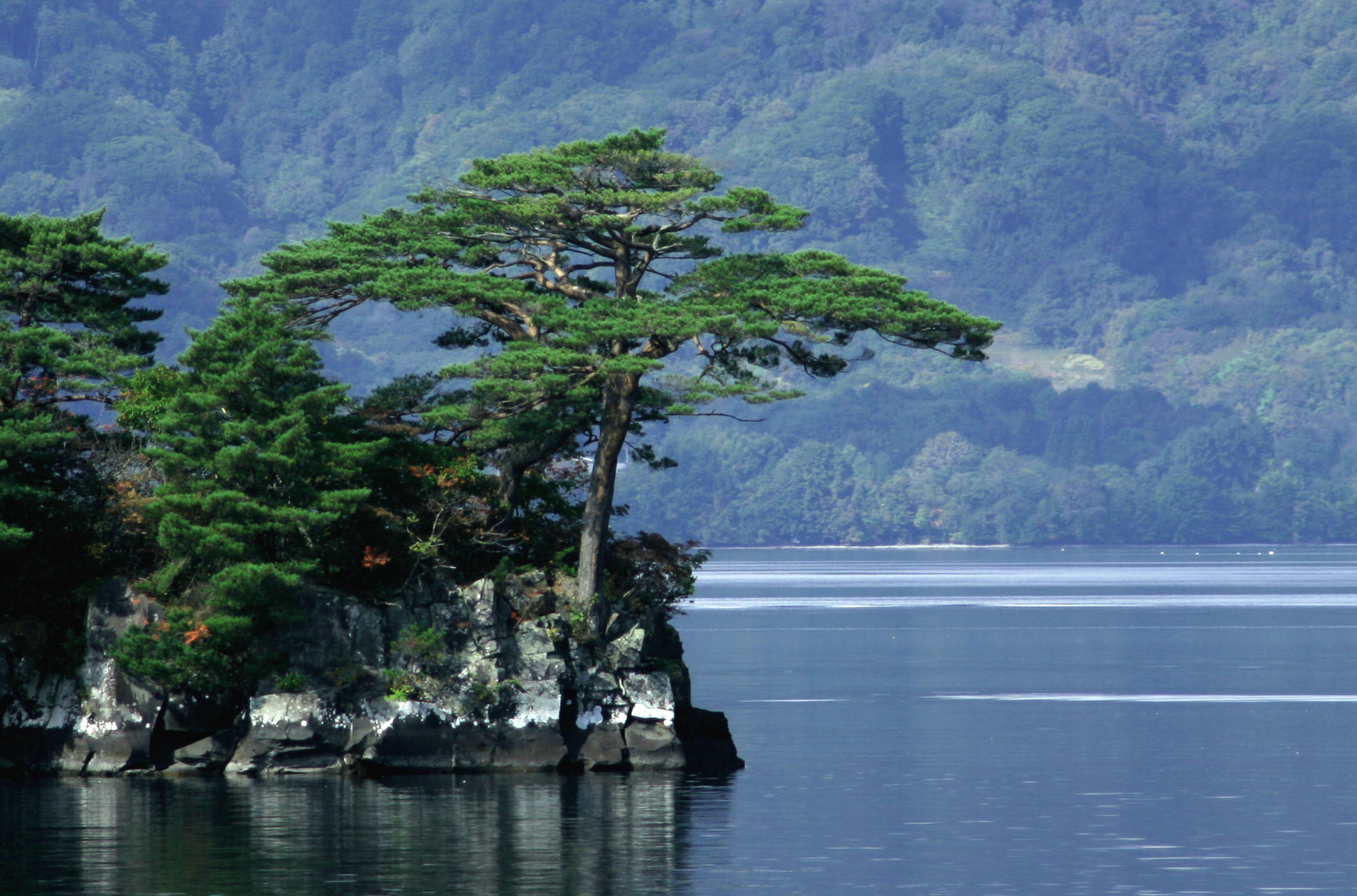
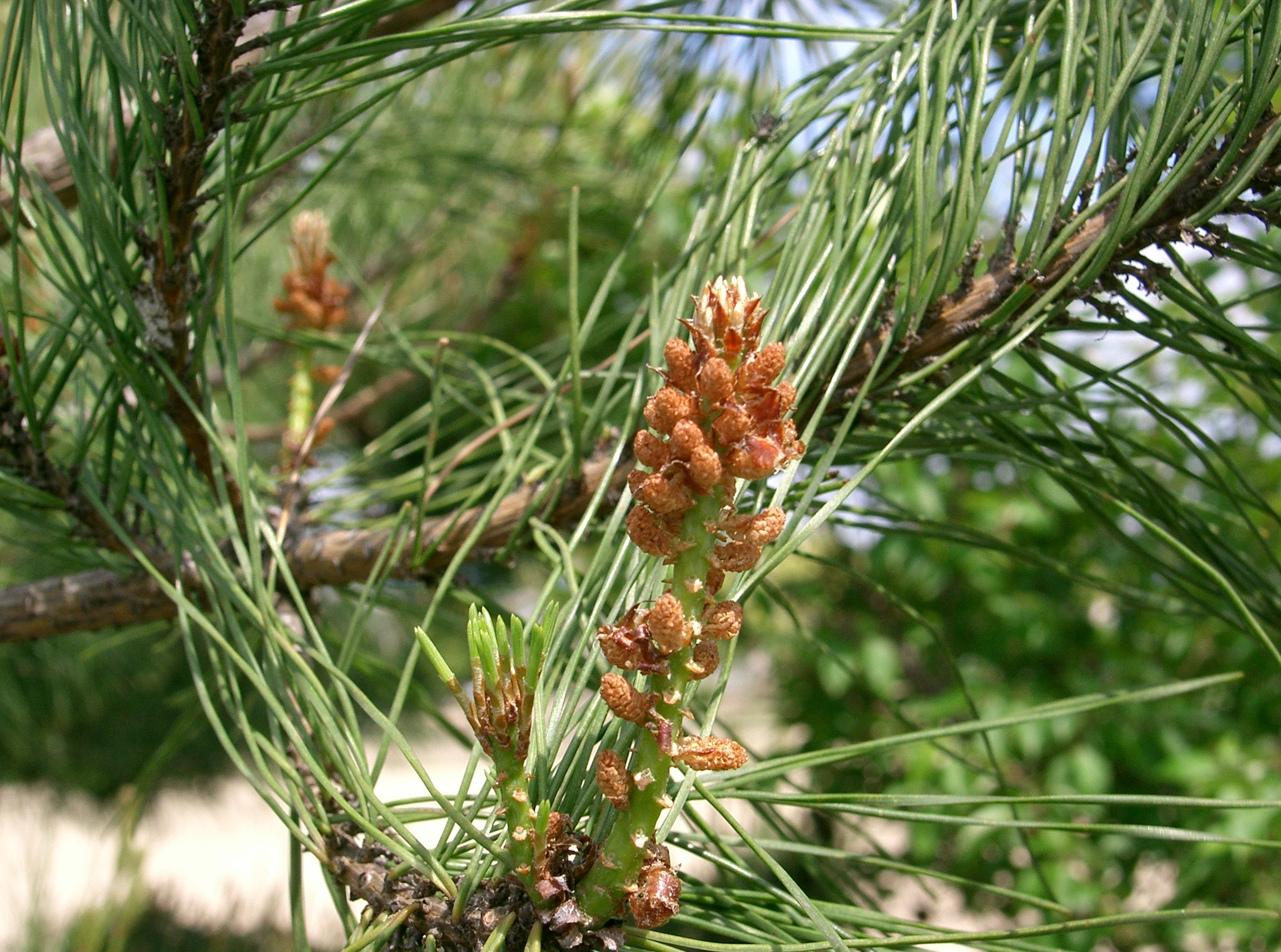
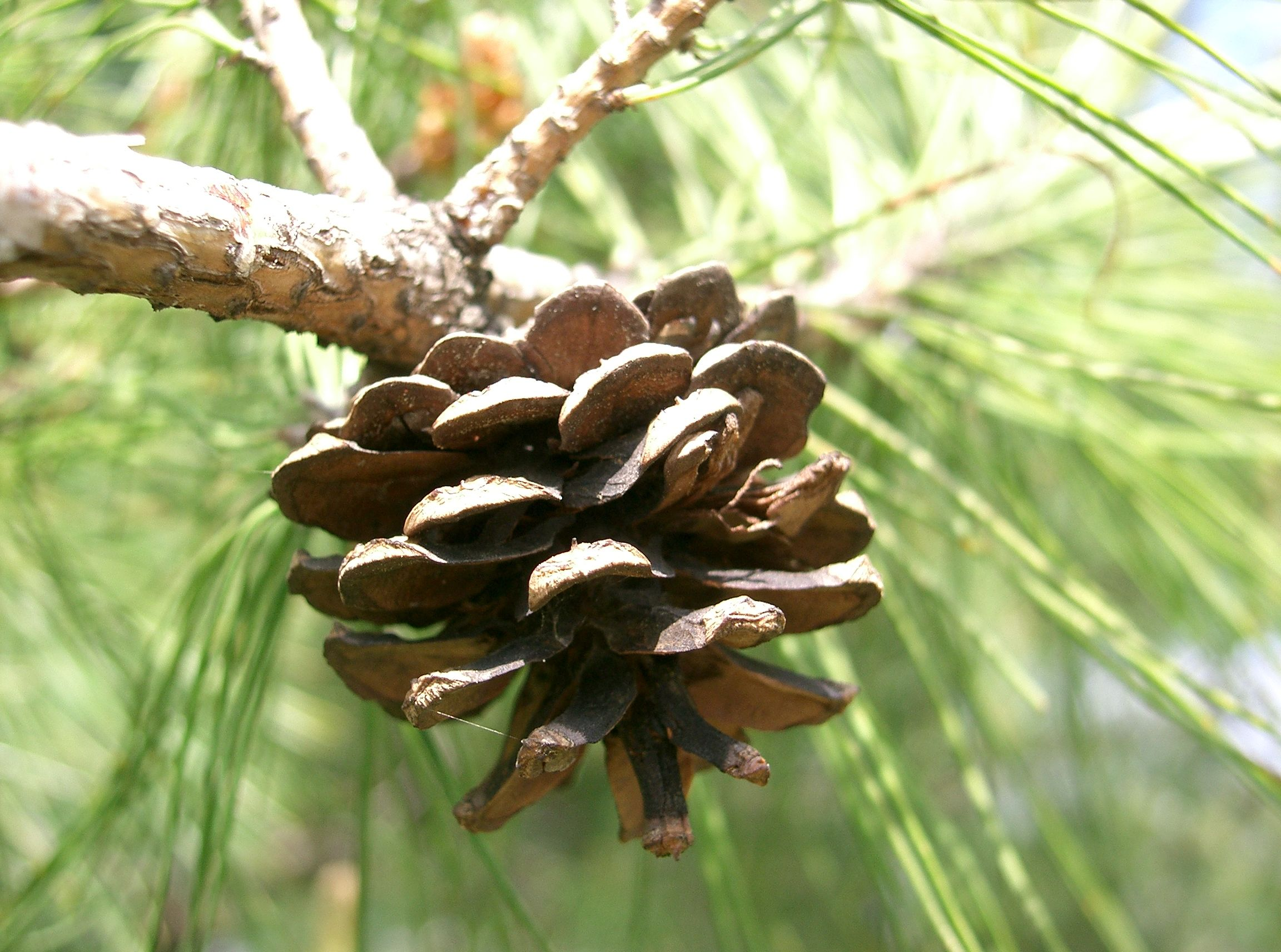